# Auranticarpa rhombifolia
Auranticarpa rhombifolia är en tvåhjärtbladig växtart som först beskrevs av Allan Cunningham och William Jackson Hooker, och fick sitt nu gällande namn av L. W. Cayzer, M. D. Crisp och I. R. H. Telford. Auranticarpa rhombifolia ingår i släktet Auranticarpa och familjen Pittosporaceae. Inga underarter finns listade.

## Bildgalleri

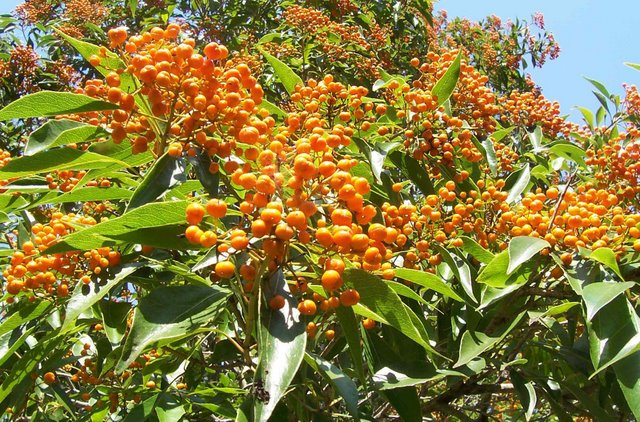